# Kærestepar
Kærestepar er en dansk dokumentarfilm fra 2007, der er instrueret af Martin K. Jørgensen.

## Handling
Filmen handler om et kærestepar. Der er et soveværelse. Det er der filmen foregår. Man ser det de ser. Hun ser ham. Han ser hende. Hvordan er det at stå inde i det blik. Hvordan ser man ud, når man ser den man elsker. Virkelig ser. Kærlighed handler om at se samme vej.